# Sor (Fluss)
Der Sor ist ein Fluss in der französischen Region Okzitanien.

## Verlauf
Auf seinem Weg durchquert der Sor das Département Tarn und berührt auch die Départements Aude und Haute-Garonne.
Der Sor entspringt in der Landschaft Montagne Noire, im Gemeindegebiet von Arfons, entwässert anfangs Richtung Südwest durch den Regionalen Naturpark Haut-Languedoc dreht bei Les Cammazes auf Nordwest, nochmals bei Revel auf Nordost, später auf Nord und mündet nach 61 Kilometern bei Vielmur-sur-Agout als linker Nebenfluss in den Agout.

## Orte am Fluss
- Arfons
- Les Cammazes
- Revel
- Soual
- Cambounet-sur-le-Sor
- Sémalens